# Michèle Mercier
Jocelyne Yvonne Renée (Michèle) Mercier (Nice, 1 januari 1939) is een Franse actrice.
In de loop van haar carrière werkte ze met veel beroemde regisseurs, bijvoorbeeld François Truffaut, Denys de La Patellière, Jacques Deray, Dino Risi, Mario Monicelli, Mario Bava, Jean-Pierre Melville en Ken Annakin.
Haar tegenspelers waren onder meer Marcello Mastroianni, Vittorio Gassman, Jean-Paul Belmondo, Jean Gabin, Charles Aznavour, Robert Hossein, Charles Bronson, Tony Curtis en Charlton Heston. Alhoewel ze in meer dan vijftig films meespeelde is ze vrijwel alleen bekend gebleven door haar rol in de Angelique-films, een reeks van vijf historische avonturenfilms waarin ze een populair acteurskoppel vormde met Robert Hossein.  

## Filmografie
Films (selectie)
- 1957 - Retour de manivelle (Denys de La Patellière)
- 1957 - Donnez-moi ma chance (Léonide Moguy)
- 1959 - Mademoiselle Ange (Géza von Radványi)
- 1959 - Le notti di Lucrezia Borgia (Sergio Grieco)
- 1960 - Tirez sur le pianiste (François Truffaut)
- 1961 - Goodbye Again (Anatole Litvak)
- 1963 - Symphonie pour un massacre (Jacques Deray)
- 1963 - L'Aîné des Ferchaux (Jean-Pierre Melville)
- 1963 - I mostri (anthologiefilm) (Dino Risi)
- 1963 - I tre volti della paura (Mario Bava)
- 1964 - A Global Affair (Jack Arnold)
- 1964 - Frenesia dell'estate (Luigi Zampa)
- 1965 - Le Tonnerre de Dieu (Denys de La Patellière)
- 1966 - La Seconde Vérité (Christian-Jaque)
- 1966 - Come imparai ad amare le donne (Luciano Salce)
- 1967 - Le plus vieux métier du monde (anthologiefilm, episode L'Ère préhistorique van Franco Indovina)
- 1968 - Une corde, un Colt (Robert Hossein)
- 1968 - Les Amours de Lady Hamilton (Christian-Jaque)
- 1969 - Une Veuve en or (Michel Audiard)
- 1970 - You Can't Win 'Em All (Peter Collinson)
- 1971 - Nella stretta morsa del ragno (Antonio Margheriti)
- 1971 - Roma bene (Carlo Lizzani)
- 1972 - Le Viager (Pierre Tchernia)
- 1972 - The Call of the Wild (Ken Annakin)
- 1979 - Götz von Berlichingen mit der eisernen Hand (Wolfgang Liebeneiner)
- 1984 - Jeans Tonic (Michel Patient)
- 1998 - La Rumbera (Piero Vivarelli)

Angélique-serie
- 1964 - Angélique, marquise des anges
- 1965 - Merveilleuse Angélique
- 1966 - Angélique et le roy
- 1967 - Indomptable Angélique
- 1968 - Angélique et le sultan